# Залізний Яр
Залізний Яр — колишнє село в Україні, підпорядковувалося Бугаївській сільській раді Ізюмського району Харківської області.
Дата зникнення невідома, у часових межах — 1967—1971 роки.
Село знаходилося у верхів'ї однойменної балки, де була зроблена невелика загата; за 2 км західніше Копанок.

## Принагідно
- Вікімапія
- с. Залізний Яр [Архівовано 17 червня 2016 у Wayback Machine.] // Прадідівська слава